# اچ‌ام‌اس فینکس (۱۸۳۲)
اچ‌ام‌اس فینکس (۱۸۳۲) (به انگلیسی: HMS Phoenix (1832)) یک کشتی بود که طول آن ۱۷۴ فوت ۷ اینچ (۵۳٫۲ متر) بود. این کشتی در سال ۱۸۳۲ ساخته شد.